# Timex

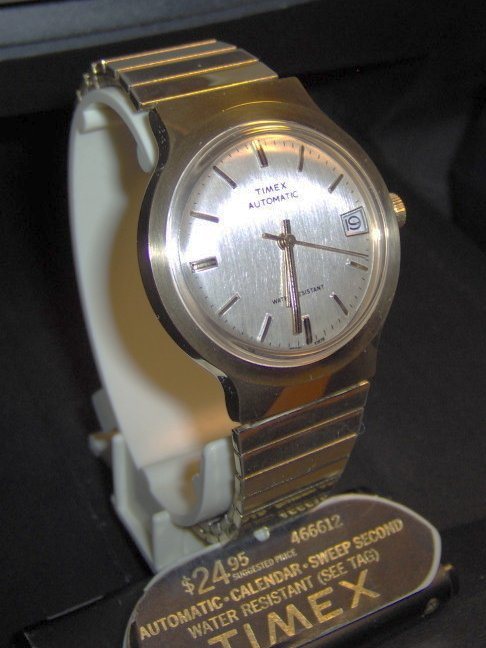
Goldfarbene Timexuhr von 1978

Logo der Marke Timex

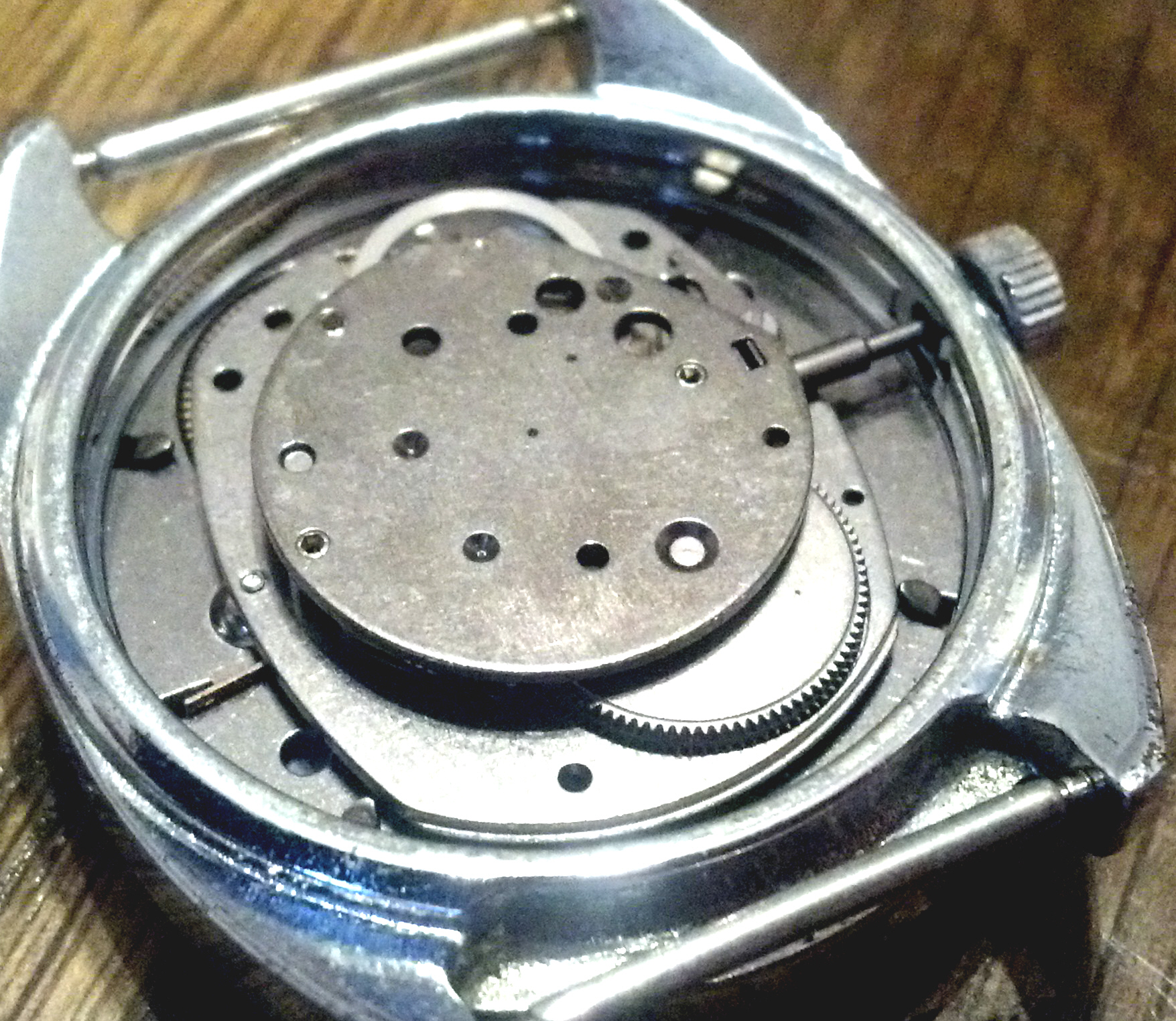
Einfaches Timex-Handaufzugswerk 1976

Die Timex Group USA, Inc. ist ein Uhrenhersteller mit Sitz in Middlebury im US-Staat Connecticut. Das Unternehmen verwendete bis zur Quarzkrise überwiegend Werke aus eigener Entwicklung und Herstellung für seine Armbanduhren. Heute werden hauptsächlich Uhrwerke der japanischen Citizen-Tochter Miyota eingesetzt.
Die Muttergesellschaft der Timex Group USA ist die Timex Group B. V., sie befindet sich im Besitz von Fred Olsen.

## Geschichte
1854 wurde Waterbury Clock in Waterbury im Naugatuck River Valley gegründet. Hier befand sich im 19. Jahrhundert die Hochburg der US-amerikanischen Uhrenhersteller. Die Schwestergesellschaft Waterbury Watch fertigte 1880 die erste, günstige Taschenuhr. Die hergestellten Armbanduhren wurden während des Ersten Weltkrieges schnell populär. 1933 fertigte das Unternehmen in Lizenz von Walt Disney die erste Micky-Maus-Uhr.
Während des Zweiten Weltkriegs wurde das Unternehmen in U. S. Time Company umbenannt.
1950 wurde die Armbanduhr „Timex“ produziert. In den folgenden 30 Jahren wurde der Verkauf der Uhr mittels spektakulärer Werbespots und populärer Werbeträger auf über eine Milliarde Uhren gesteigert. Die Werbung betonte insbesondere die Robustheit der Uhren. Das Unternehmen wurde in Timex Corporation, später Timex Group, umbenannt.
Nach dem Niedergang des Geschäftes mit Uhren in den 1970er-Jahren wurde in den 1980er-Jahren verstärkt in das Computergeschäft investiert. In einem Joint Venture mit Sinclair Research wurden Heimcomputer wie der „Timex Sinclair 1000“ (Nachbau des Sinclair ZX81) produziert. Später gab die Timex Corporation den Bau von Computern wieder auf, da sie nicht mit der rasenden Entwicklung mithalten konnte und die Uhrenproduktion rückte wieder in den Mittelpunkt. Timex konnte seine gute Position vor allem in den Vereinigten Staaten und in Kanada ausbauen. Timex produzierte u. a. für die Modeanbieter Guess, Nautica, Ecko, Opex und Versace Uhren.
Im Jahr 2006 beschäftigte das Unternehmen 5500 Angestellte unter anderem in China, auf den Philippinen, in Indien, Kanada, Großbritannien, Frankreich und Mexiko.
Seit 2007 steht auf TX-Uhren, dass ein Teil der Entwicklung der Armbanduhrwerke auch in Deutschland (Pforzheim) stattfindet. Im selben Jahr wurde die Schweizer Sequel AG mit den Marken „Guess“ und „Gc“ gegründet (aufgelöst 2017).
Zu Beginn des Jahres 2015 präsentierte das Unternehmen in Zusammenarbeit mit dem Telekommunikationsunternehmen AT&T eine eigene Smartwatch.
Im August 2019 brachte Timex in Zusammenarbeit mit Supreme zwei Modelle auf den Markt, die auf eine bestimmte Stückzahl limitiert waren.

## Technologie
Neben Techniken für Spezialanwendung wie elektronische Kompasse oder Sportgeräten zur Herzfrequenzmessung verfügt Timex über eigene Technologien bei der Uhrenherstellung, wie etwa einen ewigen Kalender.

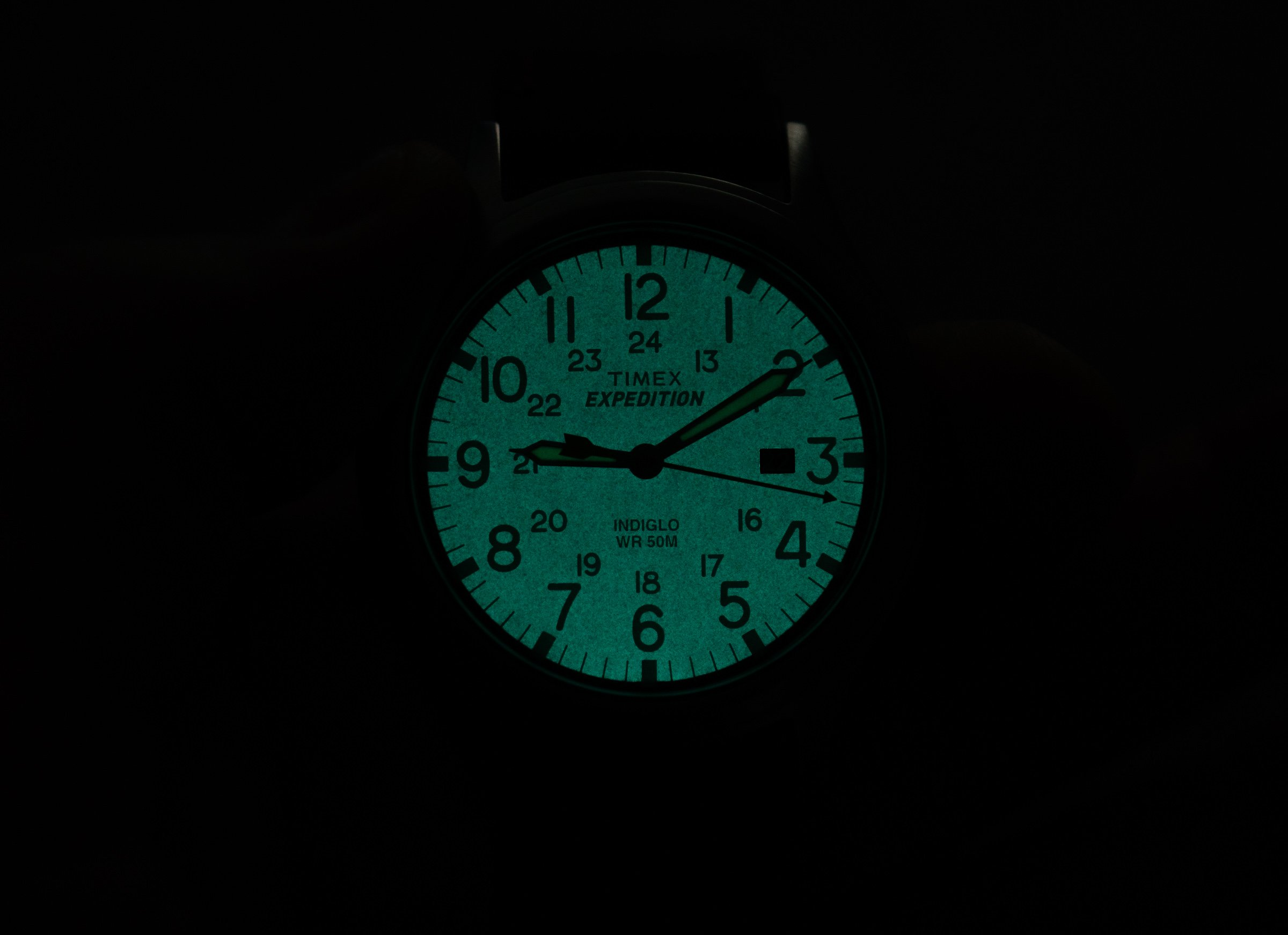
Timex Indiglo-Hintergrundbeleuchtung beim Modell "Expedition Scout"

Besonderheiten, die einzig bei Timex-Uhren zu finden sind, sind die „Indiglo“ genannte Hintergrundbeleuchtung (eine Wortschöpfung aus der Farbe Indigo und „Glow“, englisch für leuchten), bei der das gesamte Zifferblatt bei Nacht und Dunkelheit beleuchtet wird, sowie die „Easy Set“ genannte Einstelltechnik, bei der das Einstellen der Alarmzeit des Chronographen mittels einer drehbaren Lünette möglich ist.